# 467 Laura
467 Laura (1901 FY) là một tiểu hành tinh ở vành đai chính. Nó được Max Wolf phát hiện ngày 9.01.1901 ở Heidelberg và có lẽ được đặt theo tên nhân vật Laura trong vở opera La Gioconda của Amilcare Ponchielli.